# Eleições em Granada
Eleições em Granada dá informações sobre os resultados das eleições em Granada.
Granada elege a nível nacional uma legislatura. O Parlamento tem duas câmaras, a Câmara de  Representantes tem 15 membros, eleitos para um mandato de cinco anos em um único assento constituinte e o Senado tem 13 membros nomeados. 
Granada tem um sistema bipartidário, o que significa que existem dois partidos políticos dominantes, com extrema dificuldade para alguém alcançar sucesso eleitoral sob a bandeira de qualquer outro partido.

## Últimas eleições
| Partidos                                                | Votos  | %    | +/-  | Assentos | +/- |
| ------------------------------------------------------- | ------ | ---- | ---- | -------- | --- |
| Novo Partido Nacional                                   | 27,189 | 47.7 | -0.3 | 4        | -4  |
| Congresso Nacional Democrático                          | 29,007 | 51.0 | +5.4 | 11       | +4  |
| Outros                                                  | 493    | 1.7  |      | -5.1     |     |
| Total (afluência 80.3%)                                 | 56,911 |      |      | 15       |     |
| Votos inválidos                                         | 222    |      |      |          |     |
| Total votos                                             | 56,911 |      |      |          |     |
| Eleitores inscritos                                     | 70,869 |      |      |          |     |
| Source: Adam Carr's Election Archive, IPU Parline e AFP |        |      |      |          |     |

## Eleições passadas
| Partidos                                               | Votos  | %    | +/-   | Assentos | +/- |
| ------------------------------------------------------ | ------ | ---- | ----- | -------- | --- |
| Novo Partido Nacional                                  | 22,566 | 48.0 | -14.2 | 8        | -7  |
| Congresso Nacional Democrático                         | 21,445 | 45.6 | +20.7 | 7        | +7  |
| Partido Trabalhista Unido de Granada                   |        | 3.2  |       | -        |     |
| Movimento Popular de Trabalho                          |        | 2.2  |       | -        |     |
| Total (afluência 57.4%)                                | 47,239 |      |       | 15       |     |
| Votos inválidos                                        | 249    |      |       |          |     |
| Total votos                                            | 47,488 |      |       |          |     |
| Eleitores inscritos                                    | 82,270 |      |       |          |     |
| Fonte: Adam Carr's Election Archive, IPU Parline e AFP |        |      |       |          |     |